# Cylindropuntia cedrosensis
Cylindropuntia cedrosensis ist eine Pflanzenart aus der Gattung Cylindropuntia in der Familie der Kakteengewächse (Cactaceae). Das Artepitheton cedrosensis verweist auf das Vorkommen der Art auf der Isla de Cedros.

## Beschreibung
Cylindropuntia cedrosensis wächst niedrig strauchig, ist ausgespreizt mit leicht abfallenden Zweigen und erreicht Wuchshöhen von 0,5 bis 1 Meter. Auf den grünen bis graugrünen, 3 bis 7 Zentimeter langen und 2,8 bis 3,7 Zentimeter im Durchmesser messenden Triebabschnitten befinden sich breite ovale Höcker. Die cremefarbenen Areolen vergrauen im Alter und tragen 2 bis 3 Millimeter lange unauffällige Glochiden. Die zehn bis zwölf Dornen sind an fast allen Areolen vorhanden. Sie sind orange bis hellgelb, vergrauen im Alter und sind 3,4 bis 4,4 Zentimeter lang. Es werden drei bis sechs Hauptdornen sowie fünf bis sieben sekundäre Dornen ausgebildet.
Über die Blüten ist nichts bekannt. Die grünen bis graugrünen, vertikal gestauchten Früchte sind fleischig und bedornt. Sie sind 1,7 bis 2,4 Zentimeter lang und weisen Durchmesser von 3 bis 3,6 Zentimeter auf.

## Verbreitung und Systematik
Cylindropuntia cedrosensis ist im mexikanischen Bundesstaat Baja California im Südwesten der Isla de Cedros sowie im Westen der Isla San Benito verbreitet.
Die Erstbeschreibung von Edward Frederick Anderson wurde 2001 veröffentlicht. Der Name war jedoch gemäß der Artikel 36.1 und 37.1 des Internationalen Codes der Botanischen Nomenklatur ungültig (nom. inval.) Die gültige Beschreibung erfolgte 2015 durch Jon Paul Rebman.

## Nachweise